# Macronicophilus abbreviatus
Macronicophilus abbreviatus är en mångfotingart som beskrevs av Pereira, Foddai och Minelli 2000. Macronicophilus abbreviatus ingår i släktet Macronicophilus och familjen Macronicophilidae. Inga underarter finns listade i Catalogue of Life.